# Maria Guadalupe Graillet Moctezuma
Maria Moctezuma (* 14. September 1983 in Villahermosa) ist eine mexikanische Sängerin, Gitarristin, Komponistin und Schöpferin des musikalischen Genre Raizoso.

## Biografie
Maria Moctezuma wurde als Tochter zweier Veracruzaner in Villahermosa (Tabasco) geboren. Ihr Wohnsitz liegt zwischen Mérida und Berlin.
Sie wurde streng katholisch erzogen und besuchte die Mädchenschule, wo sie seit der frühen Kindheit Gitarre spielen lernte und Lieder komponierte. Sie begann ein Studium der Kommunikationswissenschaften in Tabasco, zog aber 2006 auf die Halbinsel Yucatán.

## Musikalischer Werdegang
Maria Moctezuma ist Vertreterin der Neuen Mexikanischen Musik und Schöpferin des Sonido Raizoso, einem Crossover Genre aus lateinamerikanischen Rhythmen und Instrumenten.
In ihrer künstlerischen Entwicklung auf nationaler und internationaler Ebene vertritt Moctezuma verschiedene kulturelle Wurzeln Mexikos durch ihre Musik. Ein Bossa Nova/Cumbia, ein Jarana/Rock oder ein Polka/Reggae, begleitet von den Timbres einer Okarina oder einer Riesen-Meerschnecke, gehören zu Moctezumas erdigen Klangkreationen. Sie spielt außerdem Gitarre, Akkordeon und Zampoña und wird von Musikern begleitet.
Maria Moctezuma ist auf mexikanischen und internationalen Bühnen und Festivals aufgetreten, darunter:
- Palacio de la Musica Mérida – Centro Nacional de la Musica zum Anlass des Weltkongresses der Friedensnobelpreis-Gewinner 2019
- MyFest und Karneval der Kulturen Berlin 2019
- Festival Internacional de la Trova Yucatán an der Seite von zum Beispiel Gilberto Gil 2019
- LA Tag der Toten Festival auf dem Hollywood Forever Friedhof 2017
- Hiraiteru Festival, Fukushima und Radical Music Network, Tokio 2015

## Diskografie

### Alben
Maria Moctezumas erste Produktion mit dem Titel Revolución Folklórica erschien 2011 als Ergebnis des Einflusses der in Mérida gelebten Mayakultur und besteht aus einer Zusammenstellung von 11 Songs und einer Erzählung. Das Album wurde im Studio 4:23 in Mérida aufgenommen. Die Diffusionstour fand in einigen Städten Mexikos und Japans statt, darunter Tokio und Osaka.
Ihr zweites Album, Tierra Animal, entstand größtenteils während der Tourneezeit ihres Albums Revolución Folklórica und präsentiert eine Fülle repräsentativer Rhythmen aus verschiedenen Teilen Mexikos und der Welt, angereichert mit lateinamerikanischen Fusionen und instrumentalen Interpretationen.
Ihr drittes Album mit dem Titel Palpitará entstand zur Zeit eines spirituellen Erwachens, was sich in dieser musikalischen Produktion widerspiegelt, und dessen erste Single das Lied Hanal Pixán war. Zu diesem Album machte Maria Moctezuma mehrere internationale Tourneen. Die erste, Flor del Volcán diffundierte den gleichnamigen offiziellen Videoclip, der zwischen Colima und Jalisco gedreht wurde. Weitere Tourneen führten sie in die USA und Europa (Deutschland, Tschechien, Schweiz, Italien, Spanien).

### Singles und EPs
- Hanal Pixan (2014)

### Lieder
- Santos (2017)
- Mojado (2017)
- Flor del Volcán (2017)
- Animal transgénico (2017)
- Palpitará (2017)
- Cortés (2017)
- Plumas de Quetzal (2017)
- Alacrán (2017)
- Voz que me guardas (2017)
- Tengo algo para ti (2017)
- Jicuri (2017)
- Luces Humanas (2013)
- No Muchas Gracias Comadre (2013)
- De Esquina a Esquina (2013)
- Eres Una Bruja (2013)
- Como Animal a Su Presa (2013)
- Tierra Caliente (2013)
- De Tantomar (2013)
- Proceso Cesáreo (2013)
- Ni las Ganas de Ser Santa (2013)
- Quiero (2013)
- Se Va el Sol (2013)
- Día Respeto (2011)
- El Taparrabo (2011)
- Mujer Maíz (2011)
- Me Voy pal Campo (2011)
- Cuidado Con el Perro (2011)
- Donde las Bocas No Callan (2011)
- Dignidad Remendada (2011)
- La Personita (2011)
- El Gato Rojo (2011)
- El Origen (2011)
- El Teozintle (2011)
- Jacinta (2011)

## Kino, Fernsehen und Videoclips
2012 kam sie im Rahmen des Films Hecho en México des Engländers Duncan Bridgeman und der Produzentin Lynn Fainchtein ins internationale Kino.
Mit Liedern von Maria Moctezuma wurden Dokumentarfilme vertont, darunter Chi Bal Kan von Glenny Torres und María Tzuc Dzib, Produktion von Ambulante AC.
Die Mehrzahl der offiziellen Videoclips wurden von Producciones Manos Libres und Mambo Production Company produziert.